# Diesel-elétrico
Navio-Cruzeiro Carnival Elation 
dotado de propulsão diesel-elétrica.
Diesel-elétrico é um sistema de transmissão de potência usado em grande escala no transporte, maioritariamente no ferroviário e marítimo. Neste sistema, um motor diesel transmite energia a um gerador ou alternador que por sua vez transmite essa energia ao eixo por meio de um motor elétrico.
Unidades diesel-elétricas também são empregadas em submarinos e navios de superfície, bem como em veículos terrestres fora-de-estrada pesados de mineradoras, tais como grandes caminhões de mineração. Em alguns casos, a energia elétrica pode ser armazenada em baterias recarregáveis, caracterizando dessa maneira uma certa classe de veículo elétrico híbrido.

## Funcionamento
Em uma locomotiva diesel-elétrica, o motor primário (motor diesel) aciona um gerador elétrico que irá transmitir a potência para os motores de tração. Não existe conexão mecânica entre o motor primário e as rodas de tração. Algumas vezes, este tipo de locomotiva é classificada como um veículo híbrido do tipo série. Classificá-la como híbrida é um erro, pois, o gerador/alternador e o motores elétricos de tração compõem o sistema transmissão de potência, não fonte de potência, sendo este, apenas o motor diesel.
Importantes componentes da tração elétrica são o motor primário (motor diesel), gerador principal (ou gerador de tração, que atualmente é um alternador), motores de tração e o sistema de controle que consiste no governador do motor diesel, regulador de carga e o chaveamento (disjuntor) dos motores de tração. Em princípio, a eletricidade de saída do gerador é diretamente enviada do disjuntor para os motores de tração, que são mecanicamente acoplados às rodas via engrenagens de redução.
Originalmente os motores de tração e o gerador principal são máquinas CC (corrente contínua). Seguindo o desenvolvimento de retificadores de alta capacidade nos anos 60, o gerador CC foi substituído por um alternador usando ponte de diodo para retificar a saída para CC. Isto aumentou a confiabilidade das locomotivas e minimizou os custos de manutenção pela eliminação do comutador e escovas. A eliminação das escovas e comutador, por sua vez, resolveu um tipo de evento particularmente destrutivo relacionado a faiscamento, que comumente causa falha imediata do gerador e, em alguns casos, início de incêndio na casa de máquinas.
Mais recentemente, o desenvolvimento do Variador de Frequência e Variador de Voltagem (VVVF) de alta potência, ou "inversores de tração", foi seguido pelo uso de motores polifásico CA, eliminando também o comutador e as escovas destes. O resultado é maior eficiência, maior confiabilidade e manutenção relativamente mais simples além de suportarem melhor condições de sobrecarga em que velhos tipos de motores seriam destruídos.

## Controle diesel-elétrico
O maquinista controla a locomotiva diesel-elétrica por meio de alavancas. A alavanca próxima do centro é o acelerador (pontos) e a alavanca à esquerda é o controle da válvula de freio.
Em termos mecânicos, uma locomotiva diesel é uma máquina de "potência constante". Em outras palavras, uma locomotiva diesel-elétrica tem a mesma potência em qualquer condição de aceleração (em teoria) sem levar em consideração a velocidade, contanto que a unidade esteja realmente em movimento. Portanto, a capacidade da locomotiva de desenvolver esforço de tração tende a variar inversamente com a velocidade. Quanto maior a velocidade, menor a força sem que haja alteração na potência. Em contraste, uma locomotiva a vapor é uma máquina de "força constante", em que teoricamente o máximo esforço de tração será relativamente independente da velocidade da locomotiva, mas a potência de saída tende a aumentar com a velocidade, limitada pela capacidade da caldeira de produzir vapor.
Desde que a locomotiva diesel é uma máquina de potência constante, o sistema de propulsão foi projetado para, de uma vez por todas, aplicar seguramente a carga máxima do motor primário o quanto ele pode suportar, dessa maneira, a máxima eficiência irá se realizar. Abaixo da carga máxima não é exatamente prejudicial, mas causará perda de eficiência se a saída do motor primário não for totalmente utilizada. Em outro extremo, a sobrecarga irá causar também perda de eficiência devido ao motor primário ser forçado a girar em velocidade abaixo do observado em relação ao consumo, efeito referido como "arrasto". O arrasto causará grande anormalidade na pressurização dos cilindros durante a combustão, com emissão excessiva de fumaça na exaustão e, se persistir, resultará em severo dano mecânico.
O parâmetro aceitável de manutenção foram os primeiros projetos que tiveram que ser resolvidos no desenvolvimento das primeiras locomotivas diesel-elétricas. Finalmente chegando ao complexo sistema de controle das modernas unidades.

## Operação do acelerador
A potência de saída do motor primário é primeiramente determinado pela sua velocidade de rotação (Rpm) e seu consumo de combustível, que são reguladas por um governador ou mecanismo similar. O governador é projetado para reagir ao regulador de aceleração (pontos), que é determinado pelo maquinista e a velocidade a qual o motor primário está girando.
A potência de tração da locomotiva, assim como sua velocidade é controlada pelo maquinista usando uma chave de pontos que produz sinais elétricos correspondente à posição do acelerador. As locomotivas norte-americanas, tais como as fabricadas pela EMD e General Electric, possuem 9 posições de ponto, 1 neutra e 8 de potência (assim como em uma emergência, o neutro interrompe a potência). Muitas locomotivas britânicas possuem 10 posições de ponto. As posições são referidas frequentemente por grupos como "run 3" ou "notch 7" por exemplo.
Em locomotivas mais antigas, o mecanismo de aceleração (alavanca de pontos) era por catraca, de modo que não era possível avançar mais de uma posição de uma vez. O maquinista não poderia por exemplo, pular do ponto 2 para o ponto 4 sem parar no ponto 3. Esta característica pretendia impedir a áspera manipulação do trem devido ao aumento abrupto da potência de tração causando rápida aceleração. Modernas locomotivas não tem esta restrição, já que seu sistema de controle (tipo "Dimmer") é capaz de modular linearmente a potência e evitar mudança repentina na carga do trem, de qualquer maneira que o maquinista opere os controles.
Quando o acelerador (ponto) está em posição neutra, o motor primário irá receber um mínimo de combustível, fazendo com que rode em marcha lenta. Também, os motores de tração não estarão conectados ao gerador principal e os enrolamentos de campo do gerador não estão excitados (energizados) - o gerador não irá produzir eletricidade se não estiver excitado. Consequentemente a locomotiva estará parada. Conceitualmente, equivale a um automóvel com a transmissão em ponto morto e o motor em funcionamento.
Para colocar a locomotiva em funcionamento, primeiramente a alavanca reversora é colocada manualmente na posição desejada (para frente ou para trás). Os freios então são liberados e o acelerador é movido para a posição 1 (ponto 1). Isto causará a conexão dos motores de tração ao gerador principal no mesmo momento que as bobinas de campo do gerador serão excitadas. Entretanto, isto não aumentará o Rpm do motor primário. Com excitação aplicada, o gerador principal irá enviar eletricidade para os motores de tração. Se a locomotiva estiver sem carga (sem vagões acoplados) e não estiver em uma subida ela irá acelerar facilmente. Por outro lado, se ela estiver começando a puxar um longo trem, a locomotiva tende a logo parar (conforme a rotação dos motores de tração aumenta, sua força diminui proporcionalmente), pois o arrasto imposto pelo trem excede a força de tração desenvolvida. O maquinista então irá avançar o acelerador (pontos) a fim de manter o ritmo da aceleração.
Como o acelerador está sendo movido para pontos de maior potência de tração, o consumo de combustível do motor primário irá aumentar resultando no correspondente aumento de Rpm e potência de saída. Ao mesmo tempo, a excitação de campo do gerador principal será proporcionalmente aumentada para absorver o aumento da potência do motor primário. Isto traduzirá no aumento da saída elétrica para os motores de tração, com o correspondente aumento da força de tração. Eventualmente, dependendo das exigências do trem, o maquinista deverá mover a posição do acelerador para a potência máxima de tração e manter lá até que o trem atinja a velocidade desejada.
A transmissão elétrica de uma locomotiva é projetada a fim de produzir força máxima na partida. Isso explica como modernas unidades são capazes de partir com trens pesando acima da 15.000 toneladas, às vezes em subidas. Atualmente, modernas unidades podem desenvolver força de tração igual a 30% do seu peso. Consiste que se tais unidades produzirem mais força de tração do que o suficiente poderia danificar ou descarrilhar os vagões (se em curva) ou quebrar os engates.

## Operação do sistema de propulsão
Como explicado previamente, o sistema de controle de uma locomotiva é projetado de modo que a saída do gerador principal em qualquer velocidade em que gire seja constante e combinado com a potência máxima produzida pelo motor primário nesse Rpm. Devido a características inatas aos motores de tração, assim como a maneira em que estes estão conectados ao gerador principal, o gerador irá produzir alta corrente e baixa tensão quando a locomotiva estiver em baixa velocidade e gradualmente mudando para baixa corrente e alta tensão para quando a locomotiva estiver em velocidades mais elevadas. Consequentemente, a potência líquida produzida pela locomotiva permanecerá constante independentemente da posição do acelerador.
O governador do motor primário e um dispositivo chamado regulador de carga (LR) têm um papel fundamental no sistema de controle. O governador possui 2 entradas externas: o verificador da velocidade do motor diesel, determinado pela aceleração do maquinista e a velocidade real do motor. O governador possui ainda 2 saídas externas: o ajuste do injetor de combustível, o qual determina o consumo de combustível e o posicionamento do regulador de carga (LR), o qual influi na excitação do gerador principal. O governador também incorpora um mecanismo de proteção de sobre-velocidade, o qual irá cortar imediatamente o combustível para os injetores no evento de o motor primário exceder um limite definido de Rpm.
O LR é essencialmente um grande potenciômetro que controla a potência de saída do gerador principal pela variação da excitação do campo e o grau de carga aplicado ao motor primário. O trabalho do LR é relativamente complexo devido ao fato de a potência do motor primário ser proporcional a sua Rpm e a saída do gerador principal não ser.

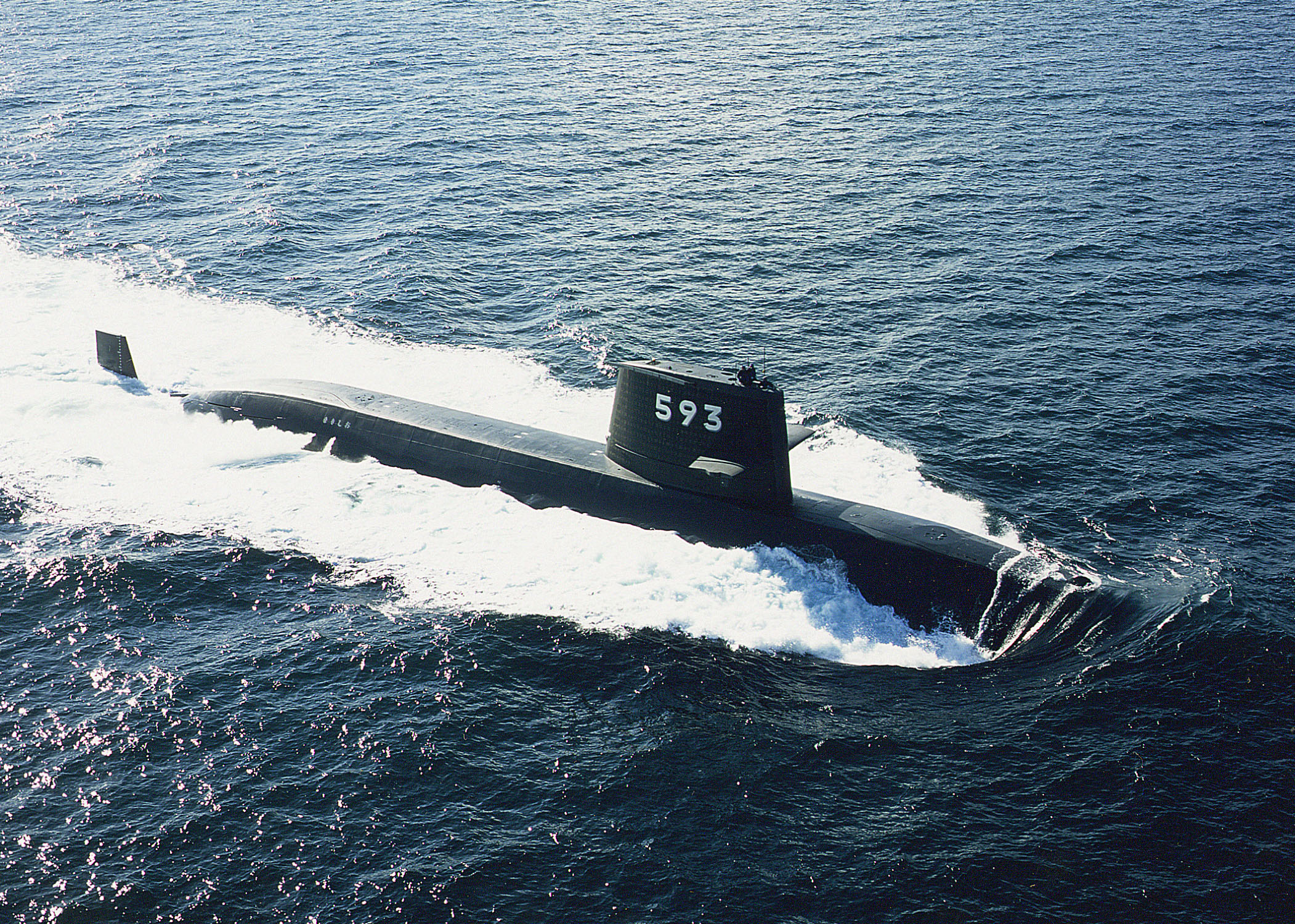
Submarino diesel-elétrico japonês classe Oyashio.

Como a carga do motor primário muda, também a velocidade de rotação tende a mudar. Isso é detectado pelo governador via uma mudança na velocidade do sinal (feedback). Tendo como efeito o ajuste no consumo de combustível e o reposicionamento do LR. Consequentemente, o RPM e o torque do motor primário irão permanecer relativamente constante, não obstante a velocidade real do trem.
Nas unidades mais recentes controladas por computador, para cada etapa da rotação do motor primário é distribuída uma potência de saída apropriada, ou "referência de Kw". O computador compara este valor com a potência real do gerador principal, avalia e combina com o valor de referência para controlar a excitação do campo, como descrito acima. O governador ainda tem que controlar a velocidade do motor primário. O LR já não têm um papel fundamental nesse tipo de sistema de controle. Entretanto é tido como um "apoio" em caso de sobrecarga do motor primário. Modernas locomotivas são equipadas com injeção eletrônica (EFI) e poderiam não ter o governador, entretanto um "virtual" LR é requisitado.
A performance dos motores de tração é controlada variando a tensão de saída CC do gerador principal para os motores CC, ou variando a frequência e a tensão de saída do VVVF para os motores CA (corrente alternada). Com motores CC, algumas combinações de conexão são utilizadas para adaptar a tração às diversas condições de operação (transição).
Os motores de tração CC são conectados através do gerador principal na configuração série, isto é, as bobinas de campo do motor são ligadas em série com as bobinas da armadura, geralmente 2 motores em série um com o outro. Deste modo, a potência de saída do gerador principal é inicialmente baixa tensão/alta corrente, frequentemente excedem 1000 amperes por motor quando em plena potência. Quando a locomotiva está parada ou está próxima da paralisação o fluxo da corrente será limitado apenas pela resistência elétrica do bobina e a interconexão dos circuitos, assim como a capacidade do próprio gerador. O torque do motor CC série é aproximadamente proporcional ao quadrado da corrente. Então os motores de tração irão produzir altíssimo torque de partida, permitindo à locomotiva superar a inércia do trem. Esse efeito é análogo ao que acontece com um automóvel de transmissão automática na partida, onde a primeira marcha irá produzir a multiplicação de torque máximo.
Tal como a locomotiva acelera, a rotação da armadura do motor irá começar a gerar uma EMF (força eletromotiva de retorno, em que o motor começa a atuar como gerador), o qual irá se opor a saída do gerador e causar redução na corrente dos motores. A tensão do gerador principal irá aumentar correspondentemente em uma tentativa de manter a potência dos motores de tração, mas irá eventualmente alcançar um nível plano. A partir desse ponto, a locomotiva irá cessar a aceleração, iniciando uma perda no esforço de tração. Como forma de se evitar isso, deve-se mudar algumas características da tração para continuar o processo de aceleração. Esta mudança é chamada de "transição". Um processo análogo à mudar as marchas em um automóvel.

## Transição
Transição é o nome que se dá a mudanças nas conexões dos motores de tração série ou série/paralelo para a configuração paralelo. No modo paralelo, a força motriz eletromagnética desenvolvida pelos motores não irá aumentar tão rapidamente quanto na operação série, já que o agora campo paralelo irá desenvolver um fluxo magnético independente da corrente da armadura. Consequentemente, a corrente da armadura poderá continuar a aumentar sem causar aumento da corrente do campo, impedindo assim a mudança para um nível em que a EMF possa atuar.
Outra forma de transição é reduzindo a corrente de campo do motor quando esta atua no modo série por resistência em paralelo com o campo. Isto têm o efeito de diminuir a corrente da armadura, produzindo um correspondente aumento no torque e velocidade.
Reconectando os 2 rolamentos separados do estator do gerador principal de paralelo para a configuração série a tensão de saída aumenta. Isso se chama "transição do gerador".
Em locomotivas mais antigas, era necessário que o maquinista execute a transição manualmente através da utilização de um controle separado. Como a execução têm que ser no tempo exato, um medidor de carga (um indicador que informa ao maquinista quando a corrente está muito alta nos motores de tração) foi projetado para indicar em qual ponto a transição deve ocorrer. A transição automática foi consequência do aprimoramento das locomotivas e para proteger o gerador principal e os motores de tração da sobrecarga causada por transição indevida.

## Frenagem dinâmica

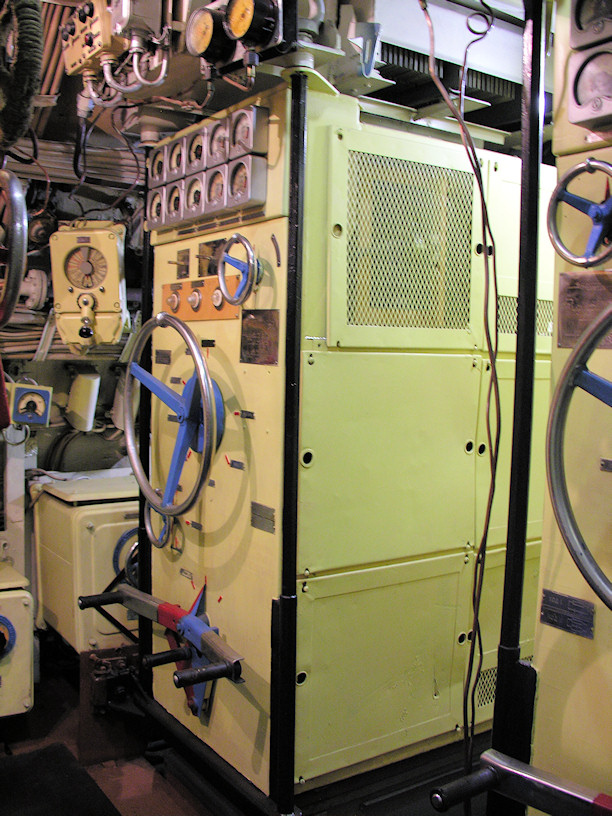
Motor diesel-elétrico do submarino soviético Classe Foxtrot.

Um recurso comum nas locomotivas diesel-elétricas é a frenagem dinâmica (reostática).
A frenagem dinâmica aproveita-se do fato que a armadura dos motores de tração, sempre que a locomotiva estiver em movimento, eles também estão, independentemente de estar em aceleração plena ou em uma severa frenagem. Na frenagem dinâmica, o motor de tração atua como um gerador pela excitação separada da bobina de campo. Quando isso acontece, os circuitos de controle de tração são configurados desse modo:
- A bobina de campo de cada motor de tração é conectada ao gerador principal.

- A armadura de cada motor de tração é conectada em uma grade de resistência resfriada a ar (grade do freio dinâmico) no teto da carenagem da locomotiva.

- A velocidade rotacional do motor primário aumentará e o campo do gerador principal será excitado, causando correspondente excitação do campo dos motores de tração.

Isto fará com que cada motor de tração gere energia elétrica que será dissipada através de calor na grade do freio dinâmico por um ventilador. Este acionado por um motor que é diretamente conectado à saída dos motores de tração. Consequentemente, quanto mais energia é aplicada à grade, mais rápido o ventilador irá girar.
Como os motores estarão fornecendo energia, produzirão uma força contrária ao fluxo da corrente (Lei de Lenz) que irá impor arrasto e consequentemente frenar a locomotiva. Quando a velocidade diminui, o efeito de frenagem irá diminuir e se tornará inefetivo a cerca de 10 mph (16 km/h) aproximadamente, dependendo da relação de engrenagem entre o motor de tração e o eixo.
A frenagem dinâmica é particularmente benéfica quando opera em regiões montanhosas, onde há sempre o perigo de superaquecimento dos freios a ar durante a descida. Em vários casos a frenagem dinâmica é aplicada em conjunto com os freios a ar, referida como frenagem mista.

## Por que diesel-elétrico
Uma locomotiva diesel-elétrica é uma máquina consideravelmente complexa e extremamente cara para ser construída. Entretanto, sua necessidade no transporte pesado, tal como no transporte ferroviário está nas características de funcionamento dos motores elétricos como a capacidade de partir do zero com torque máximo constante, potência contínua ininterrupta, possibilidade de inverter seu sentido de funcionamento, entre outras. Também na deficiência inerente a motores térmicos a pistão, que possuem limite mínimo de velocidade de funcionamento, torque e potência   máximo restrito a uma estreita faixa de funcionamento, necessitando portanto de uma caixa de velocidades (diesel-mecânica ou hidráulica).
Em uma diesel-elétrica, evita-se as dificuldades impostas pelas limitações do motor térmico a pistão bem como o uso de um complicado sistema de transmissão da potência do motor às rodas. O motor diesel trabalha em velocidades menores e com menos variação, trabalhando em condição otimizada de funcionamento, privilegiando o consumo de combustível e sua durabilidade.